# 奇卡彎線䲁
奇卡彎線鳚，又名小冠彎線鳚，為輻鰭魚綱䲁形目三鰭䲁科的其中一種，由理查德·羅森布拉特於1960年描述，分布於東印度洋及太平洋區，從斯里蘭卡、泰國、聖誕島、科科斯群島至斐濟、薩摩亞群島、鳳凰群島等，北至日本海域，深度0至32公尺，本魚體型小呈圓柱狀，上頜向後延伸至眼前緣下方，上下頜齒細而密，體側半透明，體側具一白色及褐紅色相間之細長條紋，體下半部具一列褐紅色斑紋，背鰭硬棘19枚、背鰭軟條9-12枚、臀鰭硬棘1枚、臀鰭軟條18-20枚，體長可達3.1公分，棲息在珊瑚礁區或岩礁區，以藻類為食，雌魚產附著性卵在藻類築的巢，雄魚會守護卵，幼魚為浮游性，生活習性不明。

## 擴展閱讀
維基物種上的相關：奇卡彎線鳚
1. ↑  Williams, J. . The IUCN Red List of Threatened Species. 2014, 2014: e.T179109A1570810  [20 November 2021]. doi:10.2305/IUCN.UK.2014-3.RLTS.T179109A1570810.en .
2. ↑  Eschmeyer, William N.; Fricke, Ron & van der Laan, Richard (编). . Catalog of Fishes. California Academy of Sciences.   [25 May 2019].